# Монтефуско
Монтефуско (італ. Montefusco) — муніципалітет в Італії, у регіоні Кампанія,  провінція Авелліно.
Монтефуско розташоване на відстані близько 220 км на південний схід від Рима, 55 км на північний схід від Неаполя, 15 км на північ від Авелліно.

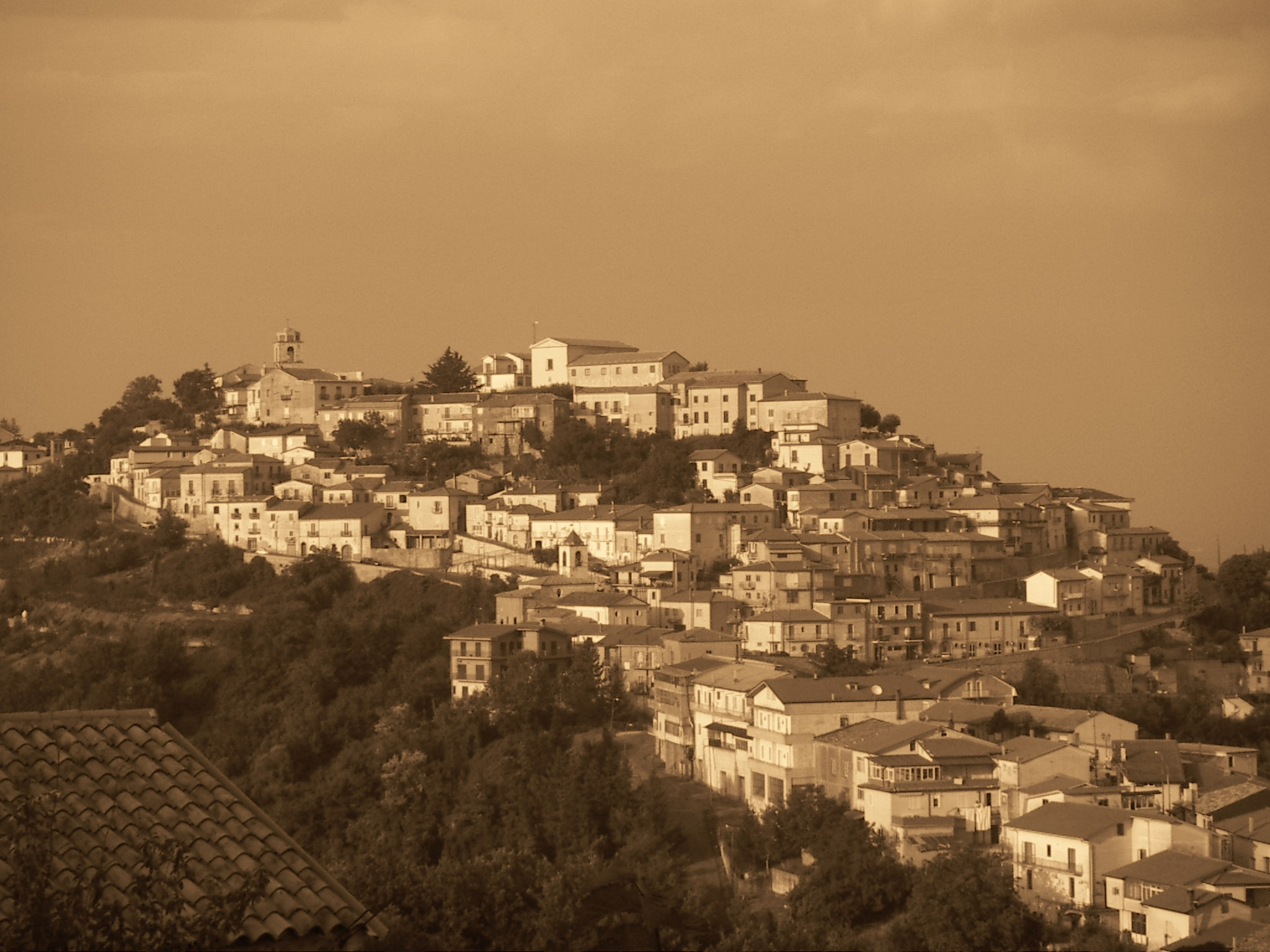

Населення — 1353 особи (2014).

## Демографія
Населення за роками:

Станом на 1 січня 2023 року в муніципалітеті офіційно проживало 35 іноземців з 7 країн, серед них 22 громадяни країн Євросоюзу та 6 громадян України.

## Сусідні муніципалітети
- Монтемілетто
- П'єтрадефузі
- Сан-Мартіно-Санніта
- Сан-Наццаро
- Сан-Нікола-Манфреді
- Санта-Паоліна
- Торріоні